# Trifolium purpureum
Trifolium purpureum ist eine Pflanzenart aus der Gattung Klee (Trifolium) innerhalb der Familie der Hülsenfrüchtler (Fabaceae). Er wird in der Gattung in die Sektion Trifolium, Untersektion Angustifolia gestellt.

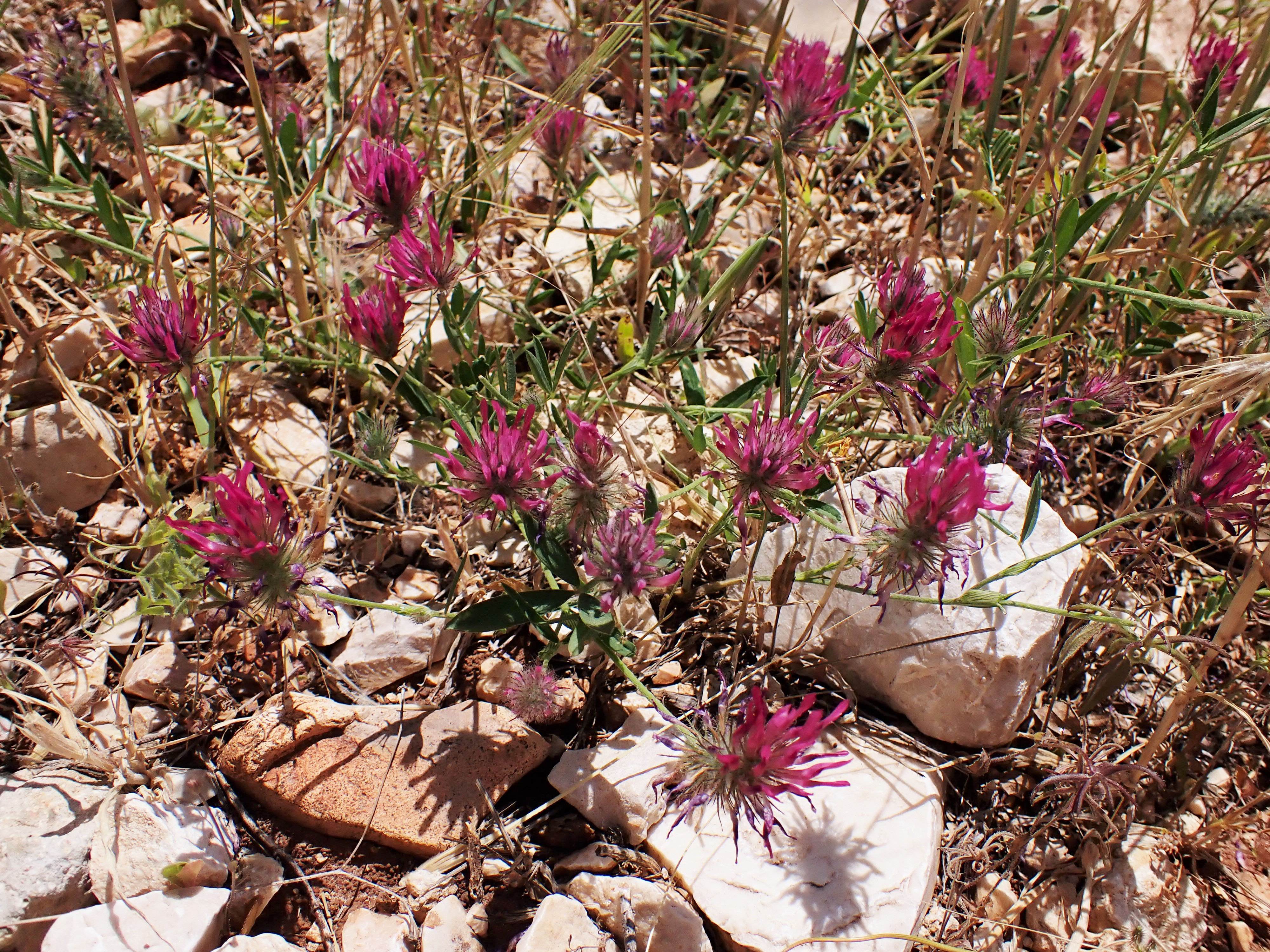
Bestand von Trifolium purpureum

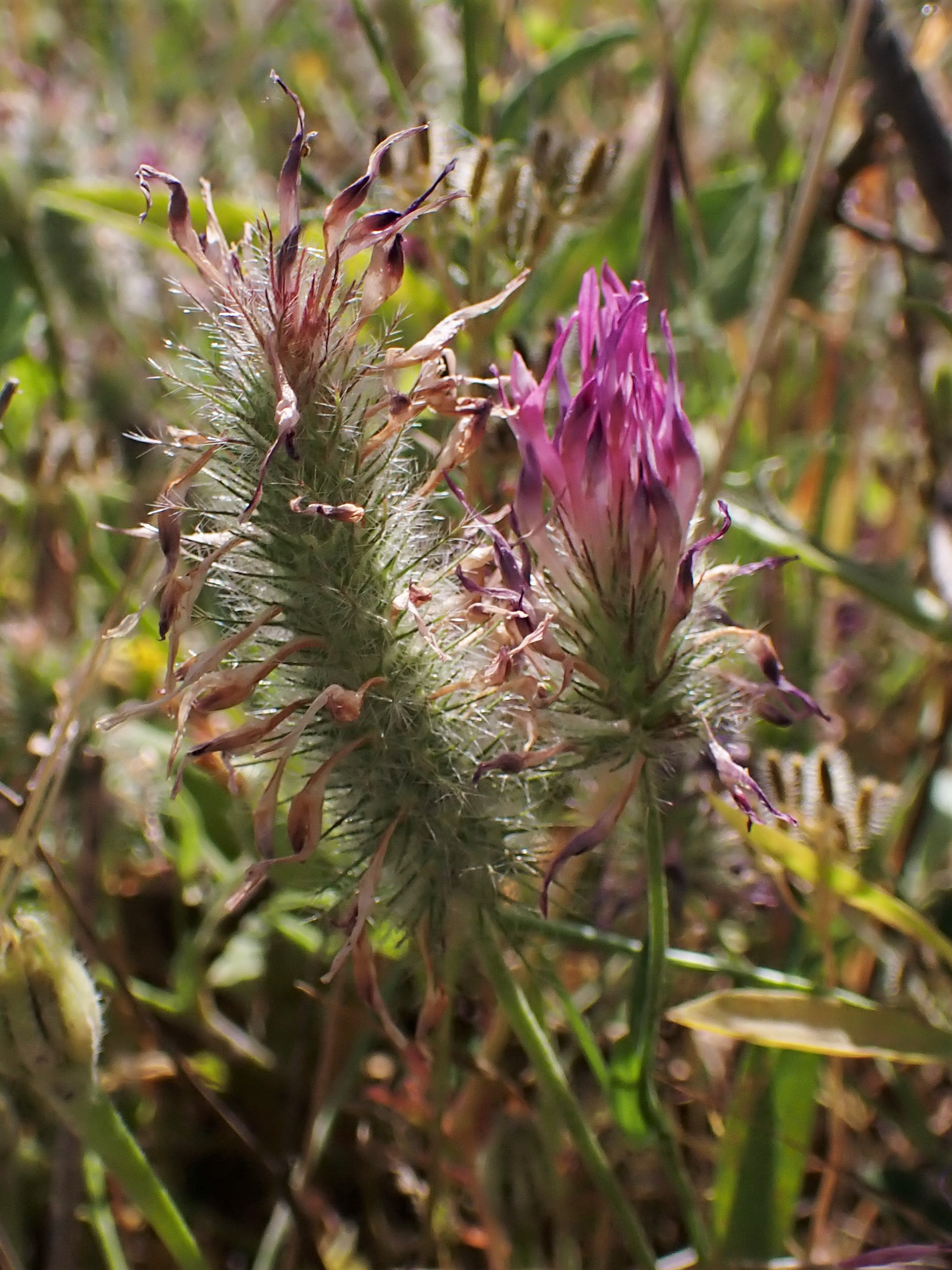
Im Abblühen

## Beschreibung
Trifolium purpureum ist eine einjährige, krautige Pflanze, die Wuchshöhen zwischen 10 und 50 Zentimeter erreicht. Die Sprossachse ist gestreift und verzweigt, oft stehen viele Stängel dicht nebeneinander. Sie ist fast immer aufrecht, selten aber auch aufsteigend.
Die unteren Laubblätter sind lang gestielt. Die Blattstiele werden nach oben hin aber beständig kürzer. Die Blätter sind dreifiedrig, die einzelnen Fiedern zwischen 1 und 6 Zentimeter lang und 0,1 bis 1 Zentimeter breit. Die Spreiten sind länglich lanzettlich oder linealisch. Der Blattrand ist haarig. Die Nebenblätter sind länglich lanzettlich und vielnervig. Sie sind 1 bis 1,5 Zentimeter lang. Der freie Teil ist pfriemlich. Zwischen den Blattrippen sind die Nebenblätter papierartig.
Die Blütenstände sitzen endständig auf den Stängeln oder Zweigen. Sie sind während der Anthese konisch bis eiförmig, verformen sich bei der Fruchtreife aber zum Zylindrischen hin.
Der Kelch ist bis zu 1 Zentimeter lang und angepresst behaart. Er ist im unteren Teil (etwa 3 Millimeter lang) röhrenförmig. Die Kelchzähne sind ungleich, die unteren nahezu doppelt so lang wie die oberen. Die Krone ragt zu einem Drittel aus dem Kelch heraus. Der obere Teil ist purpurn, der untere weißlich-violett.
In der Fruchtreife verschließt sich die Kelchröhre mit zwei behaarten Verdickungen. Die Kelchzähne stehen ab. Die Hülsenfrüchte sind häutchenartig, eiförmig mit ledriger Spitze. Die Samen sind gelblich bis orange-braun.
Die Chromosomenzahl ist 2n = 14.

## Verbreitung
Das Verbreitungsgebiet von Trifolium purpureum umfasst Südeuropa von Rumänien bis Portugal, die Krim bis Israel und Nordafrika von Ägypten bis Marokko. In Europa kommt sie ursprünglich in den Ländern Portugal, Spanien, Frankreich, Italien, im früheren Jugoslawien, Albanien, Griechenland, Bulgarien, Rumänien und in der Türkei vor. Daneben findet sich die Art auf den Azoren, den Kanaren und Madeira. Neophytische Vorkommen finden sich in Massachusetts im Osten der Vereinigten Staaten.
Trifolium purpureum wächst auf Äckern, an Wegrändern und unter Gebüschen. Die Art liebt steinigen, sandigen Boden.

## Taxonomie
Trifolium purpureum wurde 1807 von Jean-Louis-Auguste Loiseleur-Deslongchamps in Flora Gallica 1. Auflage, Band 2, Seite 484, Tafel 14 erstbeschrieben.